# 劉英 (後漢)
劉 英（りゅう えい、? - 71年）は、中国の後漢の光武帝の三男。母は許美人。明帝の異母兄にあたる。建武17年（41年）に楚王の位を与えられたため、一般には楚王英の呼び名で知られる。

## 概要
65年（永平8年）に、劉英が謀反の意志ありとして誣告されるという事件が発生した。それに対する異母弟の明帝の措置は、絹を献上することによる贖罪制度であった。その時の詔に、次のような文言が見られる。
「楚王は、黄老（＝黄帝・老子）の微言を誦して、浮屠（＝仏教）の仁祠を尚ぶ。潔斎すること三月にして、神と誓を為す。何ぞ嫌（うたが）わん、何ぞ疑わん。当に悔吝有るべし。其れ贖を還し以って伊蒲塞（＝優婆塞）・桑門（＝沙門）の盛饌を助けしめん」（『後漢書』巻42、楚王英伝）。
これは、朝廷としても、黄老の教えと同様に、外来の仏教を信仰することを公認したものである。また、この当時、劉英の封地である彭城でも、西来の外国僧や在家の優婆塞が居たことを示している。そこから推し測ると、都の洛陽や長安には、多くの僧や俗人の信者が宣教に当たっていたことが考えられる。
また、劉英の動向を見ると、黄老と浮屠とを同列に扱い、仏陀を神として祭祀していたことが記されている。このことは、現世利益的な信仰形態であったことを物語っている。
70年冬11月、異母弟の明帝に対して、反乱の計画を立てるが露見され、除国されて、丹陽郡涇県に移された。翌71年夏4月、劉英は自殺した。

## 子女
- 六侯劉种
  - 劉度
    - 劉拘
- 敬郷公主

## 伝記資料
- 『後漢書』巻42 列伝第32